# Kim Christian Priemel
Kim Christian Priemel (* 1977 in Delmenhorst) ist ein deutscher Wirtschaftshistoriker und Hochschullehrer an der Universität Oslo.

## Leben und Wirken
Priemel studierte von 1997 bis 2002 Neuere und Neueste Geschichte, Rechtswissenschaften, experimentelle Theologie sowie Englische Philologie an der Universität Freiburg und an der University of St Andrews (Schottland). 2002 schloss er in Freiburg sein Studium mit einer Magisterarbeit über die Handlungsspielräume von Wehrmachtsangehörigen im Rahmen des Holocaust in Litauen ab und arbeitete anschließend als Wissenschaftlicher Mitarbeiter am Lehrstuhl für Neuere und Neueste Geschichte an der Universität Freiburg. 2006 wurde er dort mit einer von Ulrich Herbert betreuten Arbeit über die Geschichte des Flick-Konzerns promoviert. Nach Stationen am Institut für Zeitgeschichte in München und der Europa-Universität Viadrina in Frankfurt (Oder) war Priemel von 2009 bis 2016 Akademischer Rat und Dilthey Fellow (von 2012 bis 2016) an der Humboldt-Universität Berlin, wo er sich 2016 mit einer Studie über die Nürnberger Kriegsverbrecherprozesse habilitierte. Seit 2016 ist Priemel, unterbrochen von Forschungsaufenthalten am Deutschen Historischen Institut (DHI) London, am Wolfson College Cambridge und am Center for European Studies der Harvard University, Professor für Europäische Zeitgeschichte an der Universität Oslo.

## Schriften (Auswahl)
- Sommer 1941. Die Wehrmacht in Litauen. In: Vincas Bartusevičius, Joachim Tauber, Wolfram Wette (Hrsg.): Holocaust in Litauen. Krieg, Judenmorde und Kollaboration. Böhlau, Köln/Weimar/Wien 2003, ISBN 3-412-13902-5, S. 26–39.
- Wirtschaftskrieg und „Arbeitsjuden“. Möglichkeiten zur Rettung von Juden in Vilnius, 1941–1944. In: Wolfram Wette (Hrsg.): Zivilcourage. Empörte, Helfer und Retter aus Wehrmacht, Polizei und SS. Fischer, Frankfurt/Main 2004, ISBN 3-596-15852-4, S. 305–322.
- Flick. Eine Konzerngeschichte vom Kaiserreich bis zur Bundesrepublik. Wallstein Verlag, Göttingen 2007, ISBN 3-8353-0219-1 (Zugl.: Freiburg (Breisgau), Univ., Diss., 2006).[4]
- (Hrsg.) Transit | Transfer. Migration in Politik und Praxis der DDR. Be.bra. Berlin 2011.
- mit Alexa Stiller (Hrsg.): Reassessing the Nuremberg Military Tribunals. Transitional justice, trial narratives, and historiography. Berghahn Books, New York 2012.
- mit Alexa Stiller (Hrsg.): NMT. Die Nürnberger Militärtribunale zwischen Geschichte, Gerechtigkeit und Rechtschöpfung. Hamburger Edition, Hamburg 2013.
- Beyond the Saturation Point of Horror. The Holocaust at Nuremberg Revisited. In: Journal of Modern European History 14 (2016), Nr. 4, S. 522–547.
- The Betrayal. The Nuremberg Trials and German Divergence. Oxford University Press, Oxford/New York 2016, ISBN 978-0-19-879032-7 (Zugl.: Humboldt-Univ. Berlin, Habil.-Schrift, 2016).
- mit Julia Eichenberg, Benjamin Lahusen und Marcus M. Payk (Hrsg.): Zeithistorische Forschungen 16 (2019), Heft 2: Zeitgeschichte des Rechts.